# Pogorzel (Celestynów)
Pour les articles homonymes, voir Pogorzel.
Pogorzel (prononciation : [pɔˈɡɔʐɛl]) est un village polonais de la gmina de Celestynów dans le powiat d'Otwock de la voïvodie de Mazovie dans le centre-est de la Pologne.
Il se situe à environ 6 kilomètres au nord-ouest de Celestynów (siège de la gmina), 6 kilomètres au sud-est d'Otwock (siège du powiat) et à 27 kilomètres au sud-est de Varsovie (capitale de la Pologne).
Le village compte approximativement une population de 661 habitants en 2011.

## Histoire
De 1975 à 1998, le village appartenait administrativement à la voïvodie de Varsovie.